# Ceroxylon ventricosum
Ceroxylon ventricosum är en enhjärtbladig växtart som beskrevs av Karl Ewald Maximilian Burret. Ceroxylon ventricosum ingår i släktet Ceroxylon och familjen Arecaceae. Inga underarter finns listade i Catalogue of Life.